# Vitträsk (sjö i Kyrkslätt, Nyland)
Vitträsk är en sjö i kommunen Kyrkslätt i landskapet Nyland i Finland. Sjön ligger 21 meter över havet. Den är 21,65 meter djup. Arean är 4,86 kvadratkilometer och strandlinjen är 12,62 kilometer lång. Sjön  ingår i Finska vikens kustområde.   Den ligger omkring 23 km väster om Helsingfors. 
I sjön finns ön Vitträskholmen. 
Öster om Vitträsk ligger Hvitträsk, ett bostads- och ateljéhus. Nordväst om Vitträsk ligger skogsområdet Mustakorpi. Norr om Vitträsk ligger sjöarna Loojärvi och Lappböleträsket och väster om Vitträsk ligger Juusjärvi.